# Navalvillar de Ibor (kommunhuvudort)
Navalvillar de Ibor är en kommunhuvudort i Spanien.   Den ligger i provinsen Provincia de Cáceres och regionen Extremadura, i den centrala delen av landet, 170 km sydväst om huvudstaden Madrid. Navalvillar de Ibor ligger 677 meter över havet och antalet invånare är 430.
Terrängen runt Navalvillar de Ibor är kuperad. Runt Navalvillar de Ibor är det mycket glesbefolkat, med 4 invånare per kvadratkilometer. Närmaste större samhälle är Guadalupe, 16,6 km sydost om Navalvillar de Ibor. 